# Prinsdom Capua
Het Prinsdom Capua was in oorsprong een gastaldato, een deel van het Hertogdom Benevento. Na de val van het Longobardische Rijk in 774 werd Benevento opgewaardeerd tot prinsdom. De naam van de eerste gastaldo van Capua met aanzien, was Landulf de Oude (†843).
In 900 werd prins Radelchis II van Benevento afgezet en vervangen door Atenulf I van Capua, de eerste prins van Capua. Een periode van co-prinsen brak aan. Pandulf IJzerenhoofd was de laatste prins, die Zuid-Italië verenigde. Na zijn dood in 981 viel de regio uiteen en werd het Prinsdom Capua de facto onafhankelijk.
In 1058 werd het prinsdom veroverd door de Normandiërs, door de tak van de Drengot-familie. Met het Verdrag van Mignano (1138) kwam het prinsdom Capua in handen van een machtiger Normandisch rijk in Zuid-Italië: dat van het koninklijk Huis Hauteville.